# Carlo Ponti
Carlo Ponti (11. prosince 1912 Magenta, Provincie Milano, Itálie – 10. ledna 2007, Ženeva, Švýcarsko) byl italský filmový producent. Od roku 1941 produkoval na 140 snímků, mezi nimi i filmy Silnice Federica Felliniho, Včera, dnes a zítra Vittoria De Sicy, Doktor Živago Dona Leana či Zvětšenina Michelangela Antonioniho.
Carlo Ponti při své producentské tvorbě spolupracoval s nejvýznamnějšími režiséry světové kinematografie. Produkoval také snímek Hoří, má panenko režiséra Miloše Formana.

## Biografie
Po studiích práv na Milánské univerzitě a krátkodobé praxi v advokátní kanceláři svého otce (1935–1938) odstartoval svoji kariéru filmového producenta ve společnosti Artisti Tecnici Associati (ATA) v Miláně.
Roku 1951 založil společně s Dino de Laurentiisem produkční společnost Ponti-De Laurentiis, která mimo jiné se společností Toto a Colori produkovala první italský barevný film.
V roce 1950 při jedné ze soutěží krásy Miss Říma potkal šestnáctiletou dívku, která se jmenovala Sofie Villani Scicolone. Pro ni později vymyslel pseudonym Sophia Loren. Dne 17. září 1957 pak uzavřeli sňatek poté, co se Ponti nechal v Mexiku rozvést se svou první ženou Giulianou Fiastri. Rozvod byl však v Itálii anulován a neuznán, neboť katolická církev tehdy rozvody neumožňovala. Proto byl obviněn z bigamie, což mělo v roce 1962 za následek také anulování sňatku se Sofií Lorenovou. On i Sophia Lorenová, jakož i jeho první žena se v důsledku toho rozhodli přijmout francouzské státní občanství. Ve Francii jim byl rozvod v roce 1966 umožněn a téhož roku dne 9. dubna byl sňatek se Sophií Loren znova zopakován.
Měl tři syny: Carlo Ponti jr., někdejší herec a dnes dirigent kalifornského San Bernardino Symphony Orchestra, a Edoardo Ponti, režisér a scenárista, jsou děti pocházející z manželství se Sofií Lorenovou. Alex Ponti, dnes filmový producent, pochází z Pontiho prvního manželství.
Zemřel v noci 10. ledna 2007 na zápal plic. Pohřben byl v jeho rodném městě Magenta v provincii Milano.